# 鷲宮美幸
鷲宮 美幸（わしみや みゆき）は日本のピアニスト。

## 略歴
7歳よりピアノ、作曲、バイオリンを始める。その後、桐朋学園附属子供のための音楽教室、桐朋女子高等学校を経て、桐朋学園大学ピアノ科入学。在学中にフランス音楽界の第一人者アンリエット・ピュイグ＝ロジェの推薦を得てパリに留学。帰国後、同大学を卒業。
第56回日本音楽コンクール入選を皮切りに、UFAM国際コンクール・室内楽部門第2位、日本室内楽コンクール第3位、国際ピアノデュオ・コンクール2台4手部門第2位（日本人最高位）など、多くのコンクールに入賞するとともに、トゥール国際アカデミーでは2年連続で最優秀受講生に選ばれた。
2013年には、Kris Foundationに招聘され、シンガポールでMetropolitan Festival Orchestra、指揮Chan Tze Law とグリーグのピアノ協奏曲、ベートーベンのピアノ協奏曲第5番「皇帝」を一夜で演奏し「The Straits Times」で絶賛された。2016年、第8回　World Peace Classic Concertでは、新田孝指揮、Nippon Symphonyとラヴェルのピアノ協奏曲を演奏し、雑誌「音楽現代」で、“真の意味で実力者”と評価され、 また、2017年にラフマニノフのピアノ協奏曲第3番を演奏し、"ヴィルトゥオーソ"と評価された。「ピアノ&ピアニスト」（音楽之友社、2018年1月発行）の"日本の名ピアニストたち"にも選ばれた。
ベルリン・フィルハーモニー管弦楽団のクリストフ・ハルトマン、イ・ムジチ合奏団のマッシモ・パリス、ヴィト・パテルノステル、またジャン・ワン、マクサンス・ラリュー、レ・ヴァン・フランセのジルベール・オダン、ミッシャ・マイスキーなど、国内外の著名なソリストと共演。
NHK・BS『ぴあのピア』、NHK・FM『名曲リサイタル』にソロで、また室内楽、伴奏でも度々出演した。
これまでにピアノを寺西昭子、村手静子、T．パラスキヴェスコ、高木茉莉、松浪佳子らに、室内楽をジャン＝ミシェル・ダマーズ、三善晃、アンリエット・ピュイグ＝ロジェ、クリスチャン・イヴァルディらに、チェンバロを遠藤陽子に師事。
現在、ソリスト、室内楽奏者、オメガ・ピアノトリオのメンバー（Vn.松実健太、Vc.唐津健）として活動。
CD「記憶の風景」（Pf.鷲宮美幸/ALCD-7291コジマ録音）、「鷲宮美幸ピアノ・リサイタル」（Pf.鷲宮美幸/ALCD9235コジマ録音）、「ワッシー・ファンタジア」（Pf.鷲宮美幸/DQC65パスティエル）、「ショスタコーヴィチ」（Vla.マッシモ・パリス、Pf.鷲宮美幸/C00090ダ・ヴィンチ・クラシック）など数多くリリースし、いずれも高い評価を得ている。

## コンクール歴
- 第56回日本音楽コンクール入選（第3位該当者なし）
- UFAM国際コンクール・室内楽部門第2位
- 日本室内楽コンクール第3位
- 国際ピアノデュオ・コンクール2台4手部門第2位（日本人最高位）